# Conjecture d'Erdős sur les progressions arithmétiques
Ne doit pas être confondu avec la conjecture d'Erdős-Turán sur les bases additives ni avec la conjecture d'Erdős-Turán démontrée par Szemerédi.
En mathématiques, plus précisément en combinatoire arithmétique, la conjecture d’Erdős sur les progressions arithmétiques peut s’énoncer de la manière suivante. 

Soit {\displaystyle (x_{n})_{n\in \mathbb {N} }} une suite d’entiers strictement positifs ; si la série {\displaystyle \sum _{n\geq 0}{\frac {1}{x_{n}}}} diverge, alors pour tout entier positif {\displaystyle N}, on peut extraire de {\displaystyle (x_{n})_{n\in \mathbb {N} }} une suite arithmétique de longueur {\displaystyle N}.
Elle généralise la conjecture d'Erdős-Turán qui, elle, a été résolue (et s'appelle désormais le théorème de Szemerédi).
Erdős a proposé un prix de 3 000 USD à qui prouvera cette conjecture.
Le théorème de Green-Tao sur les suites arithmétiques de nombres premiers est un cas particulier de cette conjecture.

## Historique
En 1936, Erdős et Turán énoncèrent la conjecture plus faible selon laquelle tout ensemble d'entiers avec une densité asymptotique positive contient un nombre infini de progressions arithmétiques à 3 termes. Elle fut démontrée par Klaus Roth en 1952, et généralisée à des progressions de longueur arbitraire par Szemerédi en 1975, résultat désormais connu sous le nom de théorème de Szemerédi. 
Dans une conférence de 1976 intitulée « En mémoire de mon ami et collaborateur d'une vie, Pál Turán », Paul Erdős offrit un prix de 3000 $ pour une preuve de cette conjecture ; prix porté par la suite à 5000 $.

## Progrès et résultats liés
La conjecture d'Erdős était une tentative de généraliser la conjecture correspondante sur les suites de nombres premiers en progression arithmétique (la série des inverses des nombres premiers étant divergente).  Cette conjecture plus faible est devenu en 2008 le théorème de Green-Tao.
La conjecture plus faible selon laquelle  la suite {\displaystyle (x_{n})} doit contenir une infinité de progressions arithmétiques de longueur 3 est désormais démontrée : c'est une conséquence d'une amélioration d'une des bornes du théorème de Roth, obtenue en 2020 par Bloom et Sisask, (Bloom avait déjà obtenu une amélioration de cette borne en 2016, mais encore insuffisante pour prouver la conjecture).